# Тимченко Олександр Володимирович
Тимченко Олександр Володимирович — український учений у галузі комп'ютерних технологій друкарства. Доктор технічних наук. Професор кафедри автоматизації та комп'ютерних технологій Української академії друкарства, професор кафедри телекомунікацій Львівської політехніки. Член редколегії часопису «Комп'ютерні технології друкарства».

## Наукова діяльність
- Моделювання та інформаційні технології
- Методи різницевого кодування форми сигналів в системах передачі мовної інформації
- Математичне моделювання і реалізація систем керування стрічкопровідними системами
- Основи проектування цифрових логічних пристроїв

## Основні праці
- Тимченко, О. В., Методи різницевого кодування форми сигналів в системах передачі мовної інформації,  Львів, Української академії друкарства, pp. 320, 2006.
- Тимченко, О. В., and Б. В. Дурняк, Математичне моделювання і реалізація систем керування стрічкопровідними системами, К., Видавн. центр "Просвіта", pp. 232, 2003.
- Тимченко, О. В., Б. В. Дурняк, І. Т. Стрепко, and Г. Н. Тітов, Основи проектування цифрових логічних пристроїв, Л., Вид-во УАД, pp. 272, 2006.
- Тимченко, М.І. Кирик, Б.М. Верхола, Самі Аскар // Моделювання та інформаційні технології: Зб. наук. пр. — К.: ІПМЕ ім. Г.Є.Пухова НАН України, 2009. — Вип. 50. — С. 200-206.
- Тимченко, Р.С. Колодій // Моделювання та інформаційні технології: Зб. наук. пр. — К.: ІПМЕ ім. Г.Є.Пухова НАН України, 2010. — Вип. 56. — С. 204-210.
- Тимченко О.В. Модель мінімізації затрат при наданні послуг в інфокомунікаційній мережі / Тимченко О.В., Кирик М.І., Самі Аскар // Моделювання та інформаційні технології. Зб. наук. пр. ІПМЕ НАН України. – Вип.40. – К.: 2007. – С.16-22.
- Тимченко О.В. Критерії ефективності функціонування комп’ютерних мереж / Тимченко О.В., Верхола Б.М., Самі Аскар // Моделювання та інформаційні технології. Зб. наук. пр. ІПМЕ НАН України. – Вип.43. – К.: 2007. – С.184-190.
- Тимченко О.В. Класифікація якості обслуговування телекомунікаційних мереж і механізми її забезпечення / Тимченко О.В., Кирик М.І., Верхола Б.М., Самі Аскар // Зб. наук. пр. ІПМЕ НАН України. – Вип.45. – К.: 2008. – С. 190-196.
- Тимченко О.В. Дослідження механізмів забезпечення якості обслуговування в мультисервісних мережах / Тимченко О.В., Самі Аскар, Алхіхі Мухамад, Аль-бдур Нашат // Моделювання та інформаційні технології. Зб. наук. пр. ІПМЕ НАН України. – Вип.47. – К.: 2008. – С. 133-142.
- Тимченко О.В. Дослідження якості багатоадресної передачі мультимедійного трафіку / Тимченко О.В., Верхола Б.М., Кирик М.І., Самі Аскар // Зб. наук. пр. ІПМЕ НАН України. – Вип.48. – К.: 2008. – С. 161-169.
- Тимченко О.В. Співвідношення між якістю послуг мереж передачі даних і рівнями OSI / Тимченко О.В., Верхола Б.М., Кирик М.І., Самі Аскар // Зб. наук. пр. ІПМЕ НАН України. – Вип.49. – К.: 2008. – С. 150-157.
- Тимченко О.В. Аналіз методів забезпечення якості передачі мультимедійного трафіку / Тимченко О.В, Верхола Б.М, Кирик М.І, Самі Аскар // Моделювання та інформаційні технології. Зб. наук. пр. ІПМЕ НАН України. – Вип.50. – К.: 2009. – С. 200-206.
- Тимченко О.В. Методи справедливого розподілу ресурсів інфокомунікаційних мереж / Тимченко О.В., Кирик М.І., Самі Аскар // XXVI Науково-технічна конференція “Моделювання“. ІПМЕ НАН України. Тези конференції. 11-12 січня 2007 року. – К.: 2007. – 86 с. –C.67-69.
- Тимченко О.В. Якість обслуговування телекомунікаційних мереж і механізми її забезпечення / Тимченко О.В., Кирик М.І., Верхола Б.М., Самі Аскар // XXVII Науково-технічна конференція “Моделювання“. ІПМЕ НАН України. Тези конференції. 10-11 січня 2008 року. – К.: 2008. – 66 с. – С. 55-57.
- О.В. Тимчинко // Моделювання та інформаційні технології: Зб. наук. пр. — К.: ІПМЕ ім. Г.Є.Пухова НАН України, 2010. — Вип. 58. — С. 172-180.

Розглядаються особливості функціонування безпровідних сенсорних мереж з метою визначення вимог до протоколів обміну даними для відвищення їх живучості. Аналізується багаторівнева модель сенсорних мереж та площини управління. Показано, що основними чинником, що впливає на живучість і функціональність мережі, є застосування енергоефективних методів комунікації.